# 명말삼안
명말삼안(明末三案)은 명나라 말기에 조정과 황실에서 일어난 세 가지 의문사건인 정격안(梃擊案), 홍환안(紅丸案), 이궁안(移宮案)을 가리키는 말이다. 사실 삼안이 발생하기 전에도 두 차례의 요서안(妖書案)이 발생했던 바 있다. 표면적으로는 국본지쟁(國本之爭)이 그 원인으로 진단되지만, 사실 그에 더하여 동림당쟁(東林黨爭)이 결정적 원인으로 작용했다. 명말삼안은 황실의 권위를 실추시켰고, 명나라의 멸망을 가속하는 원인 중 하나가 되었다.